# Kuwa
Kuwa (ros. Кува) – wieś (sieło) w Rosji, w Kraju Permskim, w rejonie kudymkarskim. W 2010 liczyła 1158 mieszkańców.